# Charlie Weber
Charles Alan Weber Jr (Jefferson City, 20 de setembro de 1978) é um ator norte-americano, conhecido por interpretar Frank na série de televisão americana How to Get Away with Murder e Ben em Buffy the Vampire Slayer.

## Trabalhos
Weber fez aparições em muitas séries de televisão, mais notavelmente o seu papel recorrente como Ben em Buffy the Vampire Slayer 2000-2001, no qual ele interpretou um estagiário. Participou do 5º episódio da série Everwood. Atualmente, Weber dá vida ao personagem Frank Delfino em How to Get Away with Murder, série de Shonda Rhimes. Weber também estrelou em outras séries de televisão como The Drew Carey Show, Charmed, Veronica Mars e House MD.

## Filmografia
| Filmes    | Filmes                                    | Filmes                    | Filmes                                    |
| Ano       | Nome                                      | Personagens               | Notas                                     |
| --------- | ----------------------------------------- | ------------------------- | ----------------------------------------- |
| 2000      | The Broken Hearts Club: A Romantic Comedy | Newbie                    |                                           |
| 2000      | Warmth                                    | Love interest of waitress | Curta                                     |
| 2002      | Dead Above Ground                         | Dillon Johnson            |                                           |
| 2003      | Gacy                                      | Tom Kovacs                |                                           |
| 2003      | The Kiss                                  | Zig                       |                                           |
| 2004      | Cruel Intentions 3                        | Brett Patterson           |                                           |
| 2010      | Os Vampiros que se Mordam                 | Jack                      |                                           |
| 2016      | Soldado Anônimo 3: O Cerco                | Evan Albright             |                                           |
| Televisão |                                           |                           |                                           |
| Ano       | Nome                                      | Personagens               | Notas                                     |
| 2000      | The Drew Carey Show                       | Brad                      | 1 Episódio: Drew Pops something on Kate   |
| 2000-2001 | Buffy the Vampire Slayer                  | Ben                       | 14 Episódios, Personagem Recorrente       |
| 2001      | Charmed                                   | The Prince                | 1 Episódio: A Knight to Remember          |
| 2003-2004 | Everwood                                  | Jay                       | 5 Episódios                               |
| 2006      | CSI: NY                                   | Damon                     | 1 Episódio: Heroes                        |
| 2006      | Veronica Mars                             | Glen                      | 1 Episódio: Of Vice and Men               |
| 2007      | CSI: Miami                                | Lou Pennington            | 1 Episódio: Throwing Heat                 |
| 2007      | CSI: Crime Scene Investigation            | Corey Archfield           | 1 Episódio: Empty Eyes                    |
| 2008      | Dirt                                      | Ian                       | 1 Episódio: Dirty, Slutty Whores          |
| 2009      | Reaper                                    | Xavier                    | 1 Episódio: To Sprong, with Love          |
| 2010      | House MD                                  | Damien                    | 1 Episódio: Open and Shut                 |
| 2011      | Burn Notice                               | Jacob                     | 2 Episódios: Enemy of My Enemy e Beseiged |
| 2014-2020 | How to Get Away with Murder               | Frank                     | Regular                                   |

### Ligações Externas
- Charlie Weber. no IMDb.
- Charlie Weber at Flixter
- Charlie Weber at MovieTome